# Quận Manatee, Florida
Quận Manatee là một quận thuộc tiểu bang Florida, Hoa Kỳ. Quận lỵ đóng ở Bradenton6. 
Dân số theo điều tra năm 2010 của Cục điều tra dân số Hoa Kỳ là 322833 người.

## Địa lý
Theo Cục điều tra dân số Hoa Kỳ, quận này có diện tích 2310 km2, trong đó có 400 km2 là diện tích mặt nước.